# Las Carretas
Las Carretas är en ort i Mexiko.   Den ligger i kommunen Ixtlahuacán de los Membrillos och delstaten Jalisco, i den centrala delen av landet, 400 km väster om huvudstaden Mexico City. Las Carretas ligger 1 547 meter över havet och antalet invånare är 124.
Terrängen runt Las Carretas är platt åt nordost, men åt sydväst är den kuperad. Runt Las Carretas är det tätbefolkat, med 636 invånare per kvadratkilometer. Närmaste större samhälle är Tonalá, 19,6 km norr om Las Carretas. I omgivningarna runt Las Carretas växer huvudsakligen savannskog.